# Wilhelmine Bucherer
Wilhelmine Bucherer (* 20. Dezember 1919; † 2. Juni 2006) war eine Schweizer Harfenistin.

## Leben
Wilhelmine Bucherer wuchs mit vier Schwestern und einem Bruder in Rüschlikon auf. Ihr Vater, Max Bucherer, der Sohn eines deutschen Einwanderers, verliess die Familie, als Wilhelmine elf Jahre alt war. Sie erhielt zunächst Klavierunterricht und lernte auch das Lautenspiel. Nach acht Schuljahren ging sie als vierzehnjährige Studentin an das Konservatorium Zürich und begann ihre professionelle Ausbildung zur Harfenistin, die sie mit 19 Jahren abschloss. Bereits während ihres Studiums trat sie mit unterschiedlichen deutschen und Schweizer Orchestern auf. 
Die folgenden Kriegsjahre verbrachte Wilhelmine Bucherer in Deutschland und spielte unter anderem in Berlin, Stralsund und Franzisbad. Kurz vor Kriegsende kehrte sie in die Schweiz zurück. Dort war sie 25 Jahre lang im Zürcher Radio-Orchester des Radiostudios Beromünster unter der Leitung von – unter anderen – Hermann Scherchen und Paul Burkhard vollamtlich angestellt. Nach einer Liaison mit einem österreichischen Bildhauer, der ihr Sohn Christof entstammt, heiratete Wilhelmine Bucherer 1960, diese Ehe dauerte fünf Jahre. 
Aufgrund wachsender Unzufriedenheit auf eine offene Stelle im Jerusalem Symphony Orchestra der öffentlich-rechtlichen Hörfunkanstalt Kol Israel aufmerksam geworden, entschied sich Bucherer um 1970 für ein Probejahr und verlegte anschließend ihren Wohnsitz nach Israel. Bis zu ihrem 65. Lebensjahr spielte sie in diesem Orchester und bereiste auf internationalen Konzerttourneen unter anderem Schweden, England und Nordamerika. In Israel lernte Wilhelmine Bucherer auch ihren zweiten Ehemann, den österreichisch-jüdischen Schriftsteller Max Zweig, kennen. Nach dessen Tod kehrte sie 1997 in die Schweiz zurück und verlebte ihre letzten Jahre in Urtenen-Schönbühl. 
Wilhelmine Bucherer wurde neben ihrer Orchestertätigkeit auch als Solo-Harfenistin bekannt. Sie komponierte eigene Lieder und veröffentlichte Schallplatten und später auch Tonband-Kassetten und CDs. Immer wieder trat sie auch zusammen mit Sängern oder Instrumentalisten auf. So erschien mit der Sopranistin Ria Deppert 1975 die LP Jesu, meine Freude im Schweizer Missionswerk Mitternachtsruf. Des Weiteren gab sie auch Konzerte mit dem Schweizer Knabensopran Daniel Corti, dem israelischen Bariton Asas Franco und der israelischen Sängerin Cilla Grossmayer oder auch der Violinistin Louise Schlatter.

## Diskografie
- Jesu, meine Freude. Missionswerk Mitternachtsruf, 1975. (mit Ria Deppert, Sopran)
- Daniel Corti, Knabensopran, singt zur Harfe: 7 Geistliche Lieder von Wilhelmine Bucherer / 63. Psalm Davids. Patmos-Verlag, Möttlingen 1963. (mit Daniel Corti[5])
- Goldene Klänge. Missionswerk Mitternachtsruf. (mit Ria Deppert)[6]
- Goldene Klänge 2. Missionswerk Mitternachtsruf.
- Des Engels Anredung an die Seele. Elite Special.
- Ich will dich loben: Harfenlieder. (mit Cilla Grossmeyer und Asas Franco)
- Harfensolo (1986) / Harfenlieder (1989; mit Cilla Grossmeyer). MSG-Feingold.

## Audio
- Harfen-Musik und Lieder von Wilhelmine Bucherer, YouTube, abgerufen am 24. Oktober 2019.